# Cliff Cutt
Clifton R. „Cliff“ Cutt (* um 1930; † um 2000) war ein australischer Badmintonspieler. 

## Karriere
Cliff Cutt siegte 1950, 1952 und 1954 bei den nationalen Titelkämpfen in Australien. Für Australien startete er 1949, 1950, 1952, 1953, 1957 und 1959 bei der Whyte Trophy. Ihm zu Ehren wird jährlich die Cliff Cutt Memorial Trophy für eine herausragende Persönlichkeit des australischen Badmintonsports vergeben.

## Sportliche Erfolge
| Saison | Veranstaltung                     | Disziplin    | Platz | Name                        |
| ------ | --------------------------------- | ------------ | ----- | --------------------------- |
| 1950   | Australien: Einzelmeisterschaften | Mixed        | 1     | Cliff Cutt / Ethel Peacock  |
| 1952   | Australien: Einzelmeisterschaften | Mixed        | 1     | Cliff Cutt / Eva Robert     |
| 1954   | Australien: Einzelmeisterschaften | Herrendoppel | 1     | Cliff Cutt / Ian Hutchinson |
| 1963   | Australien: Einzelmeisterschaften | Herrendoppel | 1     | Cliff Cutt / Ian Hutchinson |